# Jezulogia
Jezulogia, jezusologia – refleksja nad Jezusem odrzucająca przekonanie, że jest On Chrystusem, Synem Boga, sprzeciwiająca się soborowym postanowieniom dotyczącym boskości Jezusa Chrystusa czy unii hipostatycznej. Tendencje jezulogiczne często skupiają się wyłącznie na historycznej osobie Jezusa z Nazaretu.

## Kierunki
Tendencje jezulogiczne wykształciły się w starożytności, kiedy to judeochrześcijańska chrystologia wybrania i wywyższenia oraz adopcjanizm negowały bóstwo Jezusa i widziały Go tylko jako „czystego człowieka”. Reformowana teologia pierwotnej chrystologii protestanckiej, koncentrując się na dogmacie o predestynacji, uważała Jezusa za pierwszego wybranego wśród ludzi, wyposażonego w szczególne dary łaski. Socynianizm, a także oświeceniowy racjonalizm, widziały Jezusa jedynie jako ziemskiego nauczyciela żyjącego w łączności z Bogiem. Tendencje jezulogiczne przejawiały: chrystologia Albrechta Ritschla oraz teologia liberalna. Jezulogia jest charakterystyczna dla neomarksizmu, który widzi w Jezusie podstawę wiary w człowieka, źródło miłości i fundament nadziei, ale odrzuca kategorię zbawienia dokonanego w Jezusie.
Jezulogiczny charakter mają także żydowskie badania w ramach trzeciego poszukiwania Jezusa historycznego, który akcentuje żydowskość Jezusa. Badacze, odrzucając boską świadomość Jezusa, ukazywali Go m.in. jako nacjonalistę (Joseph Klausner), postępowego proroka (Claude Montefiore), rewolucjonistę (Robert Eisler), „brata” (Martin Buber, Schalom Ben-Chorin), rabbiego (Pinchas Lapide), charyzmatyka–cudotwórcę (Geza Vermes).